# Basic Instinct 2
Basic Instinct 2 är en amerikansk film från 2006, regisserad av Michael Caton-Jones. Det är en uppföljare till Basic Instinct - iskallt begär från 1992.
Filmen planerades år 2000 ha premiär i mars 2002, men man hade problem att hitta en skådespelare till den manliga huvudrollen, varför projektet lades ner, vilket ledde till att Sharon Stone stämde producenterna för kontraktsbrott. Dispyten klarades upp 2004 och produktionen återupptogs 2005.
Filmen fick mestadels dålig kritik och var ett publikfiasko; budgeten var runt $70 miljoner, men drog bara in runt $5,9 miljoner i USA. Den gick något bättre internationellt; totalt drog den in runt $39 miljoner i biljettintäkter.
Filmen tilldelades Razzie Awards för sämsta skådespelerska (Sharon Stone), sämsta film, sämsta uppföljare/prequel och sämsta manus (Leora Barish och Henry Bean). Den var även nominerad i ytterligare tre kategorier, bland annat sämsta regissör.
Filmen hade svensk premiär den 9 juni 2006.

## Skådespelare (urval)
- Sharon Stone - Catherine Tramell
- David Morrissey - Dr. Michael Glass
- Charlotte Rampling - Milena Gardosh
- David Thewlis - Roy Washburn
- Hugh Dancy - Adam Towers